# Tschirikow-Taylor-Standardabbildung
Die Tschirikow-Taylor-Standardabbildung, Tschirikow-Standardabbildung oder kurz Standardabbildung ist die zweidimensionale, flächenerhaltende, iterative Abbildung
{\displaystyle {\begin{aligned}p_{n+1}&=p_{n}+K\sin(\theta _{n})\\\theta _{n+1}&=(\theta _{n}+p_{n+1})\mod 2\pi \end{aligned}}}
Sie ist ein einfaches hamiltonsches dynamisches System, das chaotisches Verhalten zeigt und daher ein wichtiges Modellsystem bei der Untersuchung von hamiltonschem Chaos. Die Standardabbildung ist unter anderem der Poincaré-Schnitt eines periodisch angestoßenen Rotators (englisch kicked rotator), wobei {\displaystyle \theta } der Winkel des Rotators, {\displaystyle p} der Impuls und {\displaystyle K} ein Parameter zur Beschreibung der Stärke der periodischen Stöße ist. Die Abbildung ist nach den theoretischen Physikern Boris Walerianowitsch Tschirikow und John Bryan Taylor benannt.

## Eigenschaften
Der Wert {\displaystyle K=0} entspricht einem Rotator ohne periodischem Antrieb, bei dem der Drehimpuls {\displaystyle p} erhalten ist und sich der Winkel {\displaystyle \theta } mit gleichbleibender Geschwindigkeit ändert. Der Phasenraum der Standardabbildung besteht dann aus horizontalen Linien. Für Werte {\displaystyle K>0} besitzt die Standardabbildung einen elliptischen Fixpunkt bei {\displaystyle (p,\theta )=(0,\pi )} (in der Mitte der Abbildung) und einen hyperbolischen bei {\displaystyle (p,\theta )=(0,0)\equiv (0,2\pi )} (am Rand der Abbildung). 
An der Separatrix, die durch den hyperbolischen Fixpunkt verlaufen würde und die kreisförmige Bewegung um den elliptischen Fixpunkt von der Bewegung entlang der horizontalen Linien trennt, bilden sich mit größer werdenden Werten von {\displaystyle K} chaotische Trajektorien. Das sogenannte chaotische Meer ist jedoch durch stabile Inseln unterbrochen. Dies ist ein universelles Verhalten von flächenerhaltenden, chaotischen, glatten Abbildungen, weshalb sich viele chaotische Systeme auf die Standardabbildung reduzieren lassen.
Für jeden periodischen Orbit lässt sich eine Rotationszahl
{\displaystyle \omega :=\lim _{n\to \infty }{\frac {F^{n}(x)-x}{n}}}
definieren, wobei {\displaystyle F\colon \mathbb {R} \to \mathbb {R} } die Hochhebung der Standardabbildung zu einem Homöomorphismus auf {\displaystyle \mathbb {R} } und {\displaystyle x(p,\theta )} ein beliebiger Startpunkt ist. Für rationale Werte {\displaystyle \omega ={\tfrac {a}{b}}\in \mathbb {Q} } ist der Orbit periodisch mit Periode {\displaystyle b}. Geschlossene Orbits, auch KAM-Orbits oder KAM-Tori genannt, verhindern, dass chaotische Trajektorien frei durch den ganzen Phasenraum diffundieren können. Es lässt sich zeigen, dass bei größer werdenden Werten von {\displaystyle K} zuerst die KAM-Orbits zerstört werden, deren Rotationszahl sich am besten mittels Kettenbruchzerlegung durch rationale Zahlen approximieren lassen. Der KAM-Orbit, der als letztes zerstört wird, hat die Rotationszahl gleich dem goldenen Schnitt {\displaystyle \omega ={\tfrac {{\sqrt {5}}-1}{2}}} und wird daher auch goldener KAM-Torus genannt. Dieser Torus wird bei einem Wert {\displaystyle K=0{,}971635\ldots } zerstört.
- Phasenraum der Standardabbildung; gezeigt sind 5000 Iterationen von 1000 zufälligen Punkten
- {\displaystyle K=0{,}6}
- {\displaystyle K=0{,}9}
- {\displaystyle K=0{,}971635}
mit goldenem KAM-Orbit (schwarze Linie)
- {\displaystyle K=1{,}0}
- {\displaystyle K=1{,}1}
- {\displaystyle K=1{,}3}
- {\displaystyle K=2{,}0}
- {\displaystyle K=3{,}0}